# Vicovaro
Vicovaro (Vicuàru in dialetto locale) è un comune italiano di 3 516 abitanti della città metropolitana di Roma Capitale nel Lazio.

## Geografia fisica

### Territorio
Vicovaro sorge a 300 metri di altezza sul livello del mare, sulle propaggini meridionali dei monti Lucretili. Il territorio comunale è attraversato anche dai monti Tiburtini. L'Aniene scorre nel territorio comunale.

### Clima
- Classificazione climatica: zona D, 1891 GR/G.

## Storia

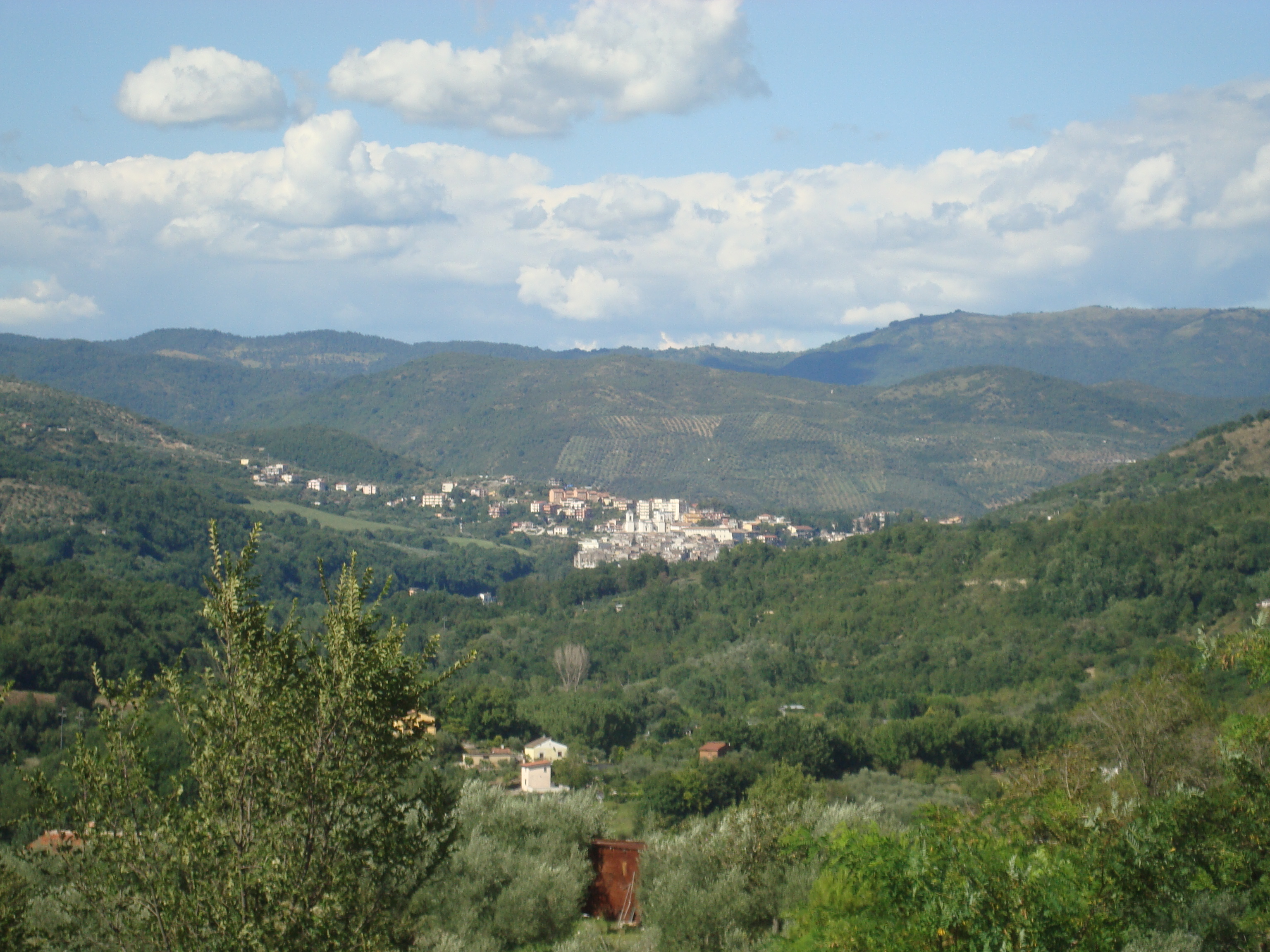
Foto panoramica

L'insediamento umano all'interno dell'attuale comune di Vicovaro risale ad epoca preistorica: nei dintorni del paese furono rinvenuti, nel 1912, resti del Neolitico - Bronzo finale.
L'abitato contemporaneo sorge nella località stessa dell'antica Varia. La sua posizione sulla grande arteria che metteva alla pianura di Roma, procurò a Varia ripetuti attacchi di Longobardi che nel 589 e nel 593 la saccheggiarono. Ma furono i Saraceni che nell'877 vi resero impossibile la permanenza degli abitanti. La vecchia località venne allora abbandonata e solo nel sec. XII, a invasioni finite, sulle rovine cadenti tornò a formarsi un modesto villaggio, cui troviamo dato il nome di Vico Varie, da cui Vicovaro. Nel 1191 Celestino III donò Vicovaro agli Orsini, conti di Tagliacozzo e Albe, che lo fortificarono e lo ampliarono, facendone il vero antemurale di Roma. Nel castello Valde forte di Vicovaro Alessandro VI ebbe nel 1494 un convegno con Alfonso II di Aragona che si vedeva minacciato dalle mire di Carlo VIII; nel 1503 Vicovaro resistette agli assalti del Valentino; ma venne preso nel 1556 dal duca d'Alba viceré di Napoli, alleato dei Colonna contro il papa, che lo recuperò nel 1577. 
Il 17 aprile 1672 cessò a Vicovaro il dominio degli Orsini e con esso ebbe termine l'importanza militare della località. Il principe Lelio Orsini dovette vendere per debiti il feudo di Vicovaro al conte Paolo Bolognetti che divenne principe di Vicovaro con chirografo di Papa Innocenzo XII. Dopo di lui, suo figlio Ferdinando. Il nipote Giacomo, III principe di Vicovaro, morì nel 1775 senza figli maschi. Il titolo passò al nipote Girolamo Cenci Bolognetti, nato dal matrimonio (1723) di Maria Anna Bolognetti, sorella di Giacomo Bolognetti, con il conte Virginio Cenci, della storica famiglia romana. È grazie a suo figlio Virginio, V principe di Vicovaro, tra i primi firmatari per l'abolizione del feudalesimo nello Stato della Chiesa, che Vicovaro cessa di essere feudo e diventa libero Comune. I rapporti tra Vicovaro ed i Cenci Bolognetti non si sono mai interrotti.
Antecedentemente il XVIII secolo il paese veniva chiamato Vicus Varronis, Vicus Vari o Vicus Valerius.
Il 7 giugno 1944 la città fu vittima di un eccidio nazista con l'uccisione di 28 civili.

### Simboli
Lo stemma e il gonfalone del Comune di Vicovaro sono stati concessi con decreto del presidente della Repubblica del 14 maggio 2001.
(D.P.R. 14.05.2001 concessione di stemma e gonfalone)
Il gonfalone è un drappo di bianco.

## Monumenti e luoghi d'interesse

### Architetture religiose

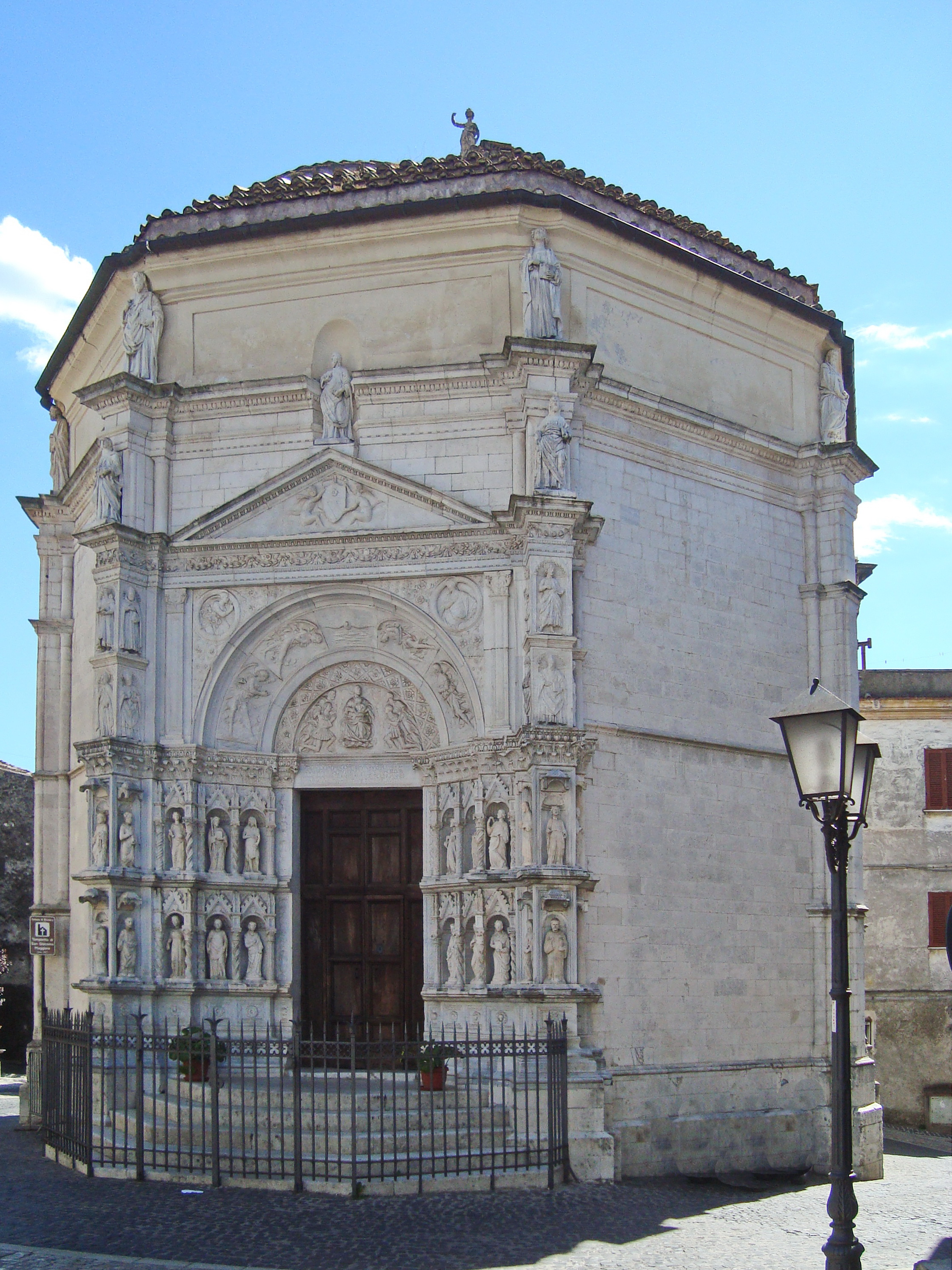
Tempietto di San Giacomo

- Il tempietto di San Giacomo : questo tempio è stato ideato da Giovanni Antonio Orsini († 1458), feudatario di Vicovaro e Conte di Tagliacozzo. Il tempio è a forma ottagonale ed è sito di fronte alla chiesa di San Pietro. La zona bassa, creata da Domenico da Capodistria, è occupata dal portale, suddiviso in 24 nicchie con frontoni, pinnacoli, piccole colonne, ecc. La zona alta è di Giovanni da Traù, il Dalmata, e della sua scuola. Dopo la morte dell'arcivescovo Giovanni, il tempietto di San Giacomo fu lasciato incompiuto, non permettendo così la tumulazione degli Orsini in questo edificio. Nel XX secolo vennero rifatti alcuni intonaci. All'interno è conservata la tela della Madonna di Vicovaro (1738), opera del pittore romano Giacomo Triga (1674-1746).
- La chiesa di San Pietro : disegnata dall'architetto romano Girolamo Theodoli (1677-1766); la pianta della chiesa è a croce greca con dipinti su tela di Salvatore Monosilio, mentre all'esterno vi sono altri 2 dipinti sulle facciate, una sul lato sito di fronte al Palazzo Bolognetti ed un altro presso il lato della Cappella di San Giacomo.
- La chiesa di San Sabino : costruita su resti di un palazzo in opus mixtum e pavimento in cocciopesto. Gli stipiti siti presso la porta d'accesso sono provenienti da una costruzione non ben identificata andata distrutta.
- La chiesa di Sant'Antonio abate : questa chiesa è sita poco fuori dal paese. È stata costruita a cavallo tra i secoli XV e XVI, ma rimaneggiata nei secc. seguenti. All'esterno vi è un portico con colonne romane, mentre all'interno è una statua in terracotta di sant'Antonio abate.
- La chiesa di Santa Maria del Sepolcro : questa chiesa, invece, è sita sulla Via Valeria, presso la convergenza del Ronci e dell'Aniene, a qualche chilometro di distanza da Vicovaro. Fu già chiesa e convento dei Francescani del Terz'Ordine Regolare. Sull'altare maggiore vi erano degli affreschi e in una cappella un gruppo della Pietà costituito da statue in terracotta policroma, distrutto da vandali alcuni anni fa.
- La chiesa di San Rocco : la chiesa è del Cinquecento, ma fu restaurata nel tardo XVII secolo, per poi raggiungere l'aspetto odierno nel secolo seguente
- La chiesa di San Salvatore : questa chiesa è stata costruita su ruderi romani preesistenti. la cappella gotica oggi è dedicata a Loreto.
- La chiesa di Santa Maria delle Grazie.

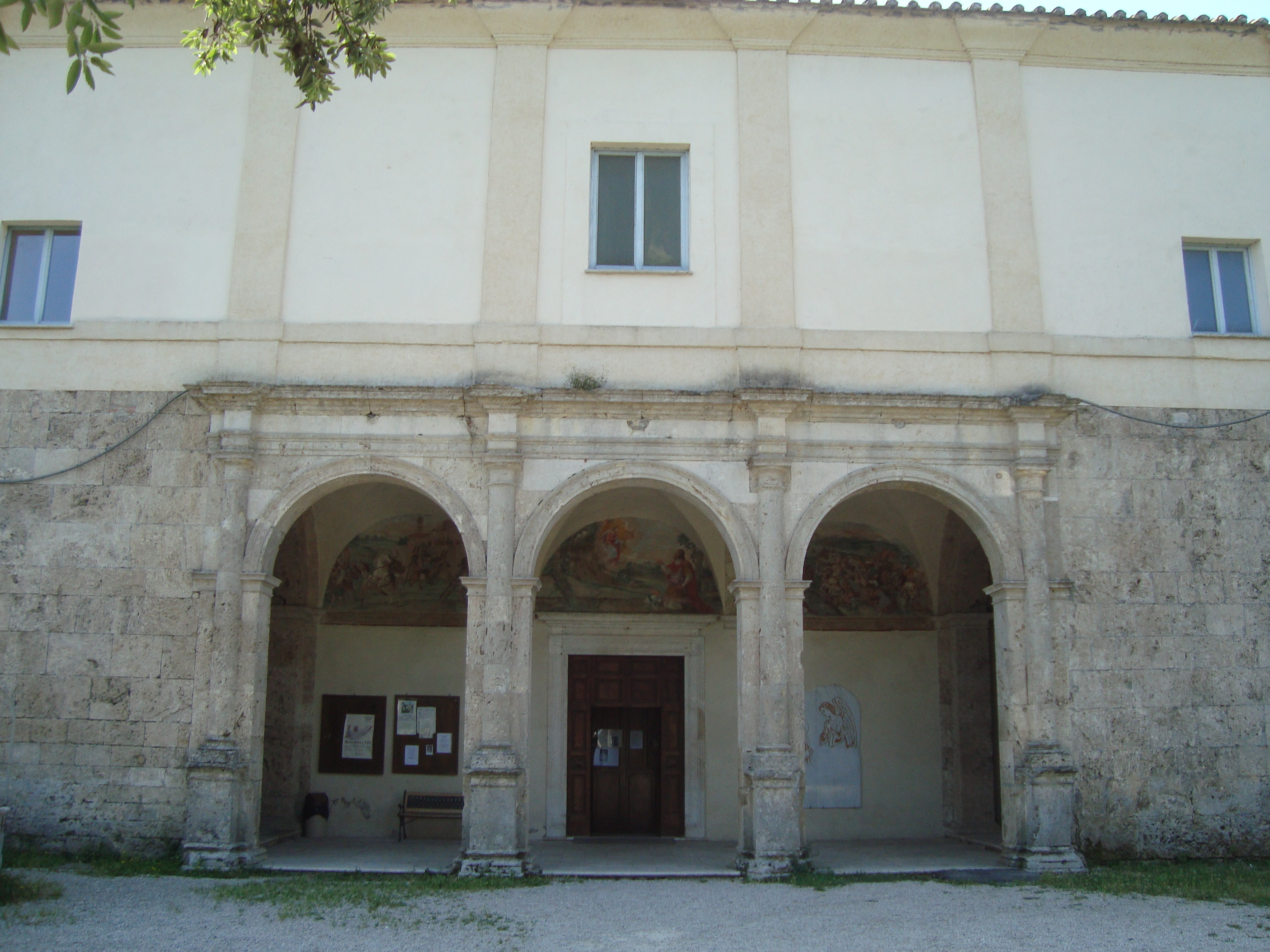
Convento di San Cosimato

- Il convento di San Cosimato : nel VI secolo ospitò un monastero di proseliti. Il nome San Cosimato parrebbe essere una contrazione dei nomi: Santi Cosma e Damiano. Nel VI secolo fu distrutto dalle scorrerie dei barbari (tra i quali Totila, Autari e Agilulfo) e dei saraceni. Questi ultimi, secondo una leggenda furono battuti dalle milizie di Giovanni X nel 916. In seguito il tempio risorse come abbazia cluniacense nel X secolo sotto un certo Alberico, ma nel [1241] fu aggregato all'abbazia di San Sebastiano alle Catacombe per intercessione di Gregorio IX. Mediante la Riforma Innocenziana, nel 1656 l'abbazia fu interamente abbandonata per essere di nuovo occupata nel 1668 dai frati Francescani Riformati dei Ritiri o "Recolletati". La chiesa è stata restaurata di recente. La chiesa ospita nell'interno:
  - nella 1ª cappella: un parapetto di marmo del XII - XIII secolo.
  - nella 3ª cappella: un trittico di D. Monacelli del 1868.
  - nella 4ª cappella: degli affreschi di arte sacra del tardo XV secolo.
  - nella 5ª cappella (in stile gotico): altri affreschi, dello stesso periodo di quelli della cappella precedente.
  - sull'altare maggiore del Cipriani [non chiaro]vi è un crocifisso ligneo.
  - nella cappella di Sant'Anna (restaurata nel 1628) un altare, delle tempere e un cenotafio.
  - nell'absidiola dell'altare vari affreschi, tra cui alcuni raffiguranti storie francescane e benedettine.

Mentre all'esterno ospita un'edicoletta con un dipinto raffigurante San Benedetto vestito da abate con una mano un libro con su scritto: BENEDICTUS QUI VENIT IN NOMINE DOMINI.

### Architetture civili

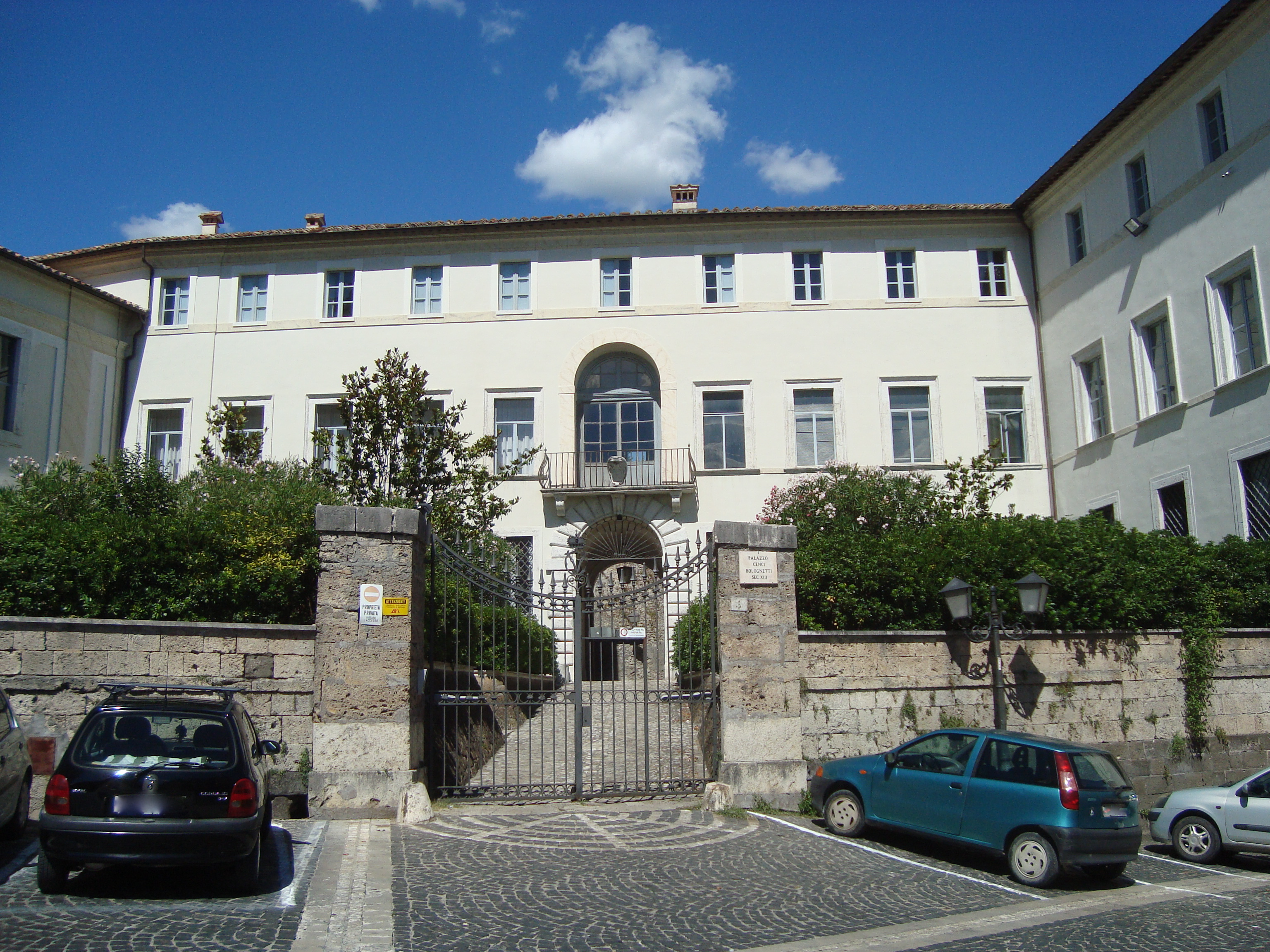
Palazzo Cenci Bolognetti

Monumento ai Martiri delle Pratarelle

### Architetture militari
- Mura ciclopiche (secolo IV a.C.); sono costruite in opus quadratum tipo "cardellino". Le mura sono suddivise in 2 tratti, tratti separate dal tratto romano di Via Valeria.

### Altro
- il sepolcro di Caio Menio Basso; il sepolcro è sito al km 42,300 di Via Tiburtina-Valeria

### Siti archeologici
Dei secoli IV e V sono rimaste delle tombe nelle località presso il paese di "Colle Ambu", "Pratarelle", "Ronci", ecc.
Nei dintorni del paese vi sono gli acquedotti dell'"Acqua Claudia" e dell'"Acqua Marcia".
A Piazza San Sabino vi è un edificio in "opus coementicium" e "opus mixtum" a pianta rettangolare.

### Aree naturali
- Parco regionale naturale dei Monti Lucretili
- Valle dell'Aniene

Musei
Museo di vie e storie

## Società

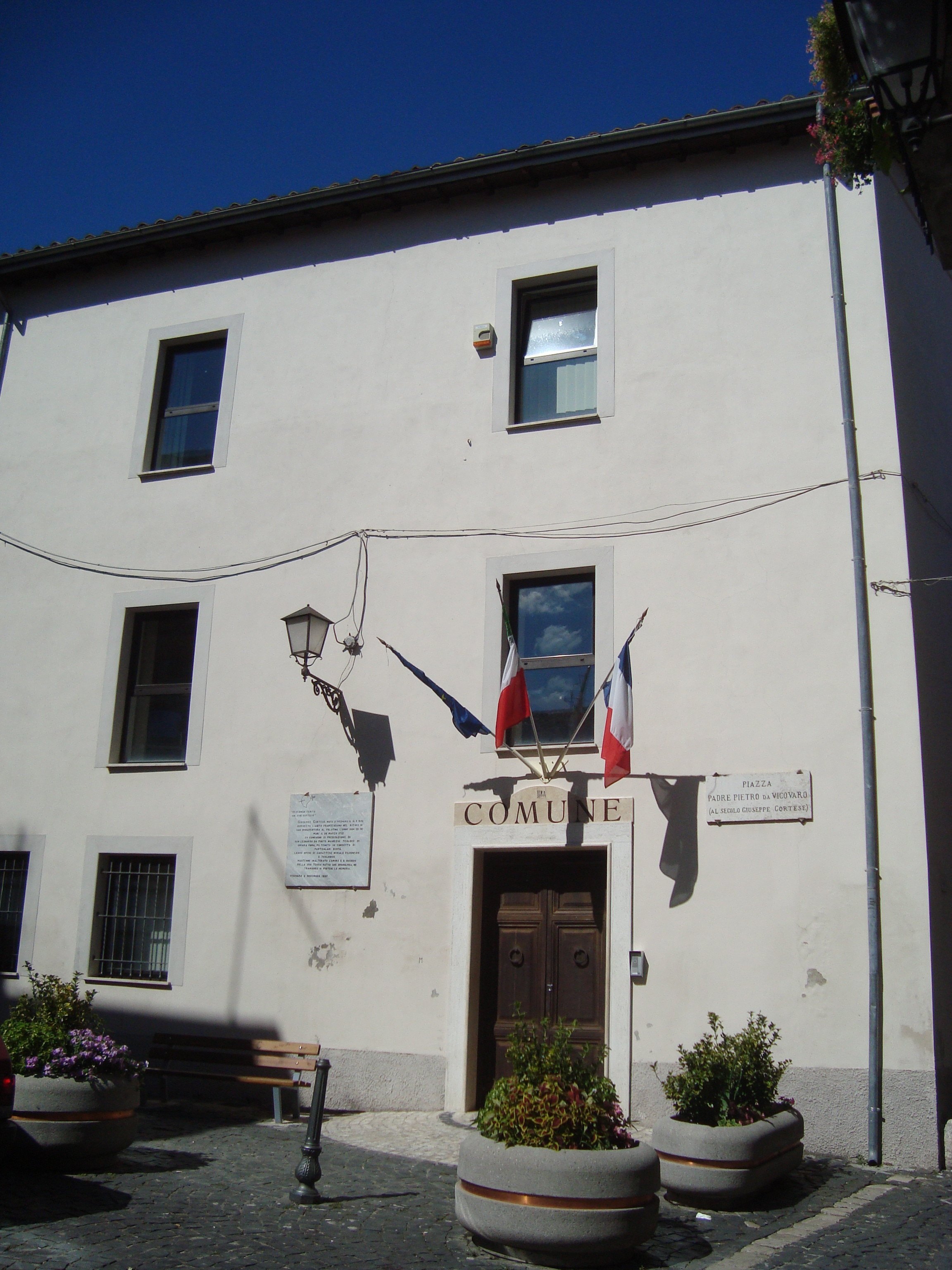
Palazzo comunale

### Evoluzione demografica
Abitanti censiti

### Etnie e minoranze straniere
Secondo i dati ISTAT al 31 dicembre 2015 la popolazione straniera residente era di 414 persone. Le nazionalità maggiormente rappresentate in base alla loro percentuale sul totale della popolazione residente erano:
- Romania 375 (9,33%)

## Infrastrutture e trasporti

### Strade
- Autostrada A24 dei Parchi casello di Vicovaro-Mandela
- SS 5 Tiburtina
- SR 314 Licinese, che inizia proprio nella frazione di Sancosimato
- SP 41/a che collega Vicovaro, dalla SS 5 Tiburtina a Sambuci, Ciciliano

### Ferrovie
- Ferrovia Roma-Pescara, attraversa il comune di Vicovaro servendolo con due stazioni:
  - Stazione di Vicovaro, lo scalo ferroviario della città, praticamente senza traffico.
  - Stazione di Valle dell'Aniene-Mandela-Sambuci, nel comune di Vicovaro, a pochi chilometri dal centro, a servizio anche dei comuni di Mandela e Sambuci.

## Amministrazione

### Gemellaggi
- Saint-Chéron[senza fonte]

### Altre informazioni amministrative
- Fa parte della Comunità montana dell'Aniene

## Sport

### Atletica leggera
- Atletica Tiburtina.[13]

### Calcio
- A.S.D. Vicovaro (colori sociali Verde Arancione) che, nel campionato 2023-2024, milita nel campionato maschile di Eccellenza[14].

### Tennis
- A.S.D. Circolo Tennis Vicovaro

### Muay Thai
- Vicus Sparta